# Gwiazdozbiór Hydry
Hydra (łac. Hydra, dop. Hydrae, skrót Hya) – największy pod względem powierzchni gwiazdozbiór, po podziale Okrętu Argonautów, spośród wszystkich 88 i rozciąga się na ponad 1/4 drogi dookoła nieba. Głowa Hydry leży na południe od Raka i trochę na północ od równika niebieskiego, a ogon między Wagą i Centaurem, na południowej półkuli. Ptolemeusz umieścił go na swojej liście czterdziestu ośmiu konstelacji. Pomimo swojej wielkości Hydra nie ma wielu ciekawych obiektów, poza sześcioma gwiazdami tworzącymi jej głowę. W Polsce widoczny wiosną. Liczba gwiazd widocznych nieuzbrojonym okiem: około 130.

## Mity i legendy
Hydra nie była znana do czasów hellenistycznych. Nazwa pochodzi od Hydry lernejskiej, mitycznego potwora, z którym walczył Herakles podczas drugiej ze swych prac, pokonując ją w końcu dzięki pomocy łucznika Jolaosa. W mitologii greckiej Hydra była śmiertelnie groźnym potworem zamieszkującym bagna w pobliżu miasta Lerna. Przemierzała łąki w tych okolicach, żywiąc się bydłem i siejąc postrach wśród mieszkańców wsi. Heros miał trudne zadanie, ponieważ za każdym razem na miejscu odciętej głowy wyrastały dwie kolejne. Jolaos, woźnica rydwanu Heraklesa, pospieszył z pomocą, podpalił zagajnik i płonącą gałęzią przypalał miejsca po każdej odciętej przez herosa głowie, zapobiegając tym samym ich odradzaniu się. Podczas zmagań do Hydry dołączył krab Karkinos, by pomóc i zaatakował piętę Heraklesa, ale ten zdusił go stopą; później został upamiętniony jako gwiazdozbiór Raka. W końcu heros ściął także nieśmiertelną głowę i przycisnął ją kamieniem. Mimo iż Hydra miała dziewięć głów, na niebie jest przedstawiona z jedną, prawdopodobnie z tą nieśmiertelną. W wyniku tej walki heros zdobył zatrute we krwi hydry strzały, na które nie było odtrutki. W 1799 francuski astronom Joseph Jérôme de Lalande utworzył nową konstelację, którą nazwał Felis (Kot), używając części gwiazd ogona Hydry i kilku z sąsiedniego gwiazdozbioru Pompy, ale ta modyfikacja się nie przyjęła. Istnieje alternatywna historia Hydry, wiążąca się z opisem gwiazdozbiorów Kruka i Pucharu.

## Gwiazdy Hydry
Hydra, rozpościerając się na czwartej części nieba od Raka do Centaura, jest największym z gwiazdozbiorów, ale znaleźć ją niełatwo. Przy dobrych warunkach można raczej bez trudu odszukać na południe od Raka asteryzm „głowy”, złożony z gwiazd trzeciej i czwartej wielkości, ale reszta powyginanej grupy to niewiele więcej niż wstążka bladych punkcików.
- Najjaśniejszą gwiazdą w tym gwiazdozbiorze jest Alfa Hydrae (α Hya) – Alphard, co oznacza „samotna” i nazwa odzwierciedla położenie gwiazdy w pustym obszarze nieba. Jest pomarańczowym olbrzymem o jasności 1,99m i leży w odległości 177 lat świetlnych.
- Ciekawy układ podwójny wizualny to ε Hya (Ashlesha) o okresie obiegu około 1000 lat. Para gwiazd o jasności 3,4m i 6,7m oddalona jest od siebie o zaledwie trzy sekundy kątowe, więc ich rozdzielenie za pomocą teleskopu nie jest łatwe. Gwiazda znajduje się „w głowie”, pod gwiazdozbiorem Raka[2].
- Na zachód od Alpharda znajduje się układ wielokrotny 27 Hya. Drugą gwiazdę układu o jasności 7m zobaczymy już za pomocą lornetki, obok znajduje się trzecia o jasności 11m, do której dostrzeżenia konieczny jest teleskop. W Hydrze jest kilka innych układów wielokrotnych – na przykład 54 Hya, N Hya czy też Struve 1270[2].
- Na granicy z gwiazdozbiorem Panny znajduje się gwiazda zmienna R Hya – obiekt typu Mira Ceti, pulsujący czerwony olbrzym, który z okresem 389 dni zmienia swoją jasność w przedziale 3,2-11m. Jest to stara i relatywnie chłodna gwiazda, wyrzucająca w przestrzeń gaz i pył. Ponieważ gwiazda porusza się z prędkością 50 km/s, wyrzucany przez nią materiał zderza się z otaczającym ją ośrodkiem międzygwiazdowym, tworząc w rezultacie falę uderzeniową[2].
- Z kolei na granicy z gwiazdozbiorem Kruka znajduje się V Hya, świecąca czerwonym blaskiem, jedna z najbardziej czerwonych gwiazd na niebie. Jest to również gwiazda zmienna typu Mira Ceti u kresu swojego istnienia, tuż przed odrzuceniem otoczki w postaci mgławicy planetarnej. Jej regularne obserwacje prowadzone są od początku XX wieku. Od tego czasu jej jasność zmieniała się w granicach 6-13,5m. Na zmiany z okresem 530 dni nałożone są pociemnienia powtarzające się co 15-20 lat, spowodowane najpewniej wyrzucaniem przez gwiazdę większej ilości pyłu. Wykonywane w tym okresie podczerwone obserwacje wykazują obecność węgla cząsteczkowego (C2)[2].

## Interesujące obiekty
Dla amatorów najliczniejszymi interesującymi obiektami są galaktyki, ale ze względu na olbrzymie rozmiary konstelacji są tam obecne niemal wszystkie typy obiektów.
- M 48 (NGC 2548) to gromada otwarta leżąca na granicy z Jednorożcem, w odległości około 1500 lat świetlnych. Zawiera około 100 gwiazd[3]. Ma rozmiar większy od Księżyca w pełni. W pierwszym katalogu Messiera jej położenie było błędnie oznaczone; poprawki dokonała Caroline Herschel (aż o pięć stopni)[2].
- Nisko na południu – na granicy z Centaurem znajduje się galaktyka M 83 (NGC 5236, Południowy Wiatraczek). Jest to jasna galaktyka spiralna z poprzeczką, jedna z najbliższych Drogi Mlecznej. Znajduje się w odległości około 15 milionów lat świetlnych, jej średnica na niebie jest równa niemal połowie średnicy Księżyca. Jej duże blade halo zawiera jaśniejszą poprzeczkę w okolicy centrum i jaśniejsze jądro. W doskonałych warunkach dwa ramiona spiralne można zobaczyć za pomocą 20-centymetrowego teleskopu. Należy do grupy galaktyk Centaura. W XX wieku zaobserwowano w tej galaktyce aż sześć supernowych[3].
- Natomiast galaktyka spiralna NGC 2590, oglądana przez niewielki teleskop przypomina rozmytą gwiazdę.
- Na wschodzie pod μ Hya znajduje się mgławica planetarna NGC 3242 zwana Duchem Jowisza, leży w środkowej części gwiazdozbioru. Została odkryta w XVIII wieku przez angielskiego astronoma Williama Herschela. Obiekt o jasności 8,6m jest mgławicą o dużych rozmiarach (25 sekund kątowych), zwłaszcza biorąc pod uwagę, że znajduje się w odległości 1400 lat świetlnych[2]. W 15-centymetrowym teleskopie wygląda jak mały dysk o lazurowej barwie, mniej więcej wielkości Jowisza; przy dużych powiększeniach przypomina oko[1].
- NGC 3309 i NGC 3311 są największymi i najjaśniejszymi galaktykami w centrum Abell 1060, wielkiej gromady galaktyk, z których ponad dziesięć można zobaczyć w postaci mgiełki przez 20-centymetrowy teleskop.
- W pobliżu Puchara znajduje się M68, duża, częściowo rozdzielona na gwiazdy, nieskoncentrowana gromada otwarta[1]. Oddalona jest o około 30 tys. lat świetlnych. Tę gromadę należy obserwować z zastosowaniem teleskopu[3].
- Zdeformowana galaktyka spiralna ESO 510-G13 pokazuje pofałdowany dysk[1].
- W Hydrae – gwiazda zmienna typu Mira Ceti

## Roje meteorów
Roje meteorów Alfa i Sigma Hydrydy promieniują od grudnia do lutego. Są jednak rojami skąpymi. Można spodziewać się tylko 2-3 zjawisk w ciągu godziny. Nie udało się ustalić ciał macierzystych rojów.